# 元文遥
元文遥（?—?），字德远，河南郡洛阳县（今河南省洛阳市东）人，追尊魏昭成帝拓跋什翼犍后裔，北魏中军都将、暨阳子拓跋可悉陵曾孙。
北魏末年元文遥辞去太尉东阁祭酒而隐居林虑山，至东魏末年被征为大将军府功曹。北齐建立，迁中书舍人，不知原由被监禁数年。歷官侍中、尚書左僕射，封宁都郡公。元文遥明达世务，曾改革县令任用制。宣讀詔書時，“聲韻高朗，發吐無滯”。与赵彦深等人“共相荐达，任遇弥重”，专擅朝政。後因得罪和士開，贬为西兖州刺史。

## 儿子
- 元行恭
- 元行恕

## 延伸阅读
[在维基数据编辑]
 《北齊書·卷38》，出自李百药《北齊書》
 《北史·卷055》，出自李延壽《北史》